# Хенераль-Хуан-Мадар'яга (округ)
Округ Хенераль-Хуан-Мадар'яга (ісп. General Juan Madariaga) — адміністративно-територіальна одиниця 2-ого рівня у провінції Буенос-Айрес в центральній Аргентині. Адміністративний центр округу — Хенераль-Хуан-Мадар'яга (ісп. General Juan Madariaga).
Населення округу становить 19747 осіб (2010). Площа — 2862 кв. км.

## Історія
Округ заснований у 1865 році.

## Населення
У 2010 році населення становило 19747 осіб. З них чоловіків — 9527, жінок — 10220.

## Політика
Округ належить до 5-ого виборчого сектору провінції Буенос-Айрес.